# Камиші
Камиші́ (Комиші, Галії) — колишнє село в Кременчуцькому районі Полтавської області.

## Історія
Назва Галії походила від прізвища тамтешнього пана Гальченка (за іншими відомостями — пана Галія). Саме у його маєтку пізніше розташувалася Камишанська школа.
До Жовтневого перевороту на хуторі Галії жили казенні селяни та декілька заможних селян. Земля належала переважно заможним селянам. З 1930 року окупаційна радянська влада у селі почала організовувати ТСОЗ (товариства спільного обробітку землі), куди записали 30 сімей. Згодом ця організація стала називатись артіль «Перемога». І до 1933 року, за винятком двох родин, всі були членами артілі. У роки Німецько-радянської війни село Камиші було окуповане німцями. Двічі біля села відбувалися бої. Евакуюватися встигли не всі. Молодь забрали до Німеччини.
Під час відступу німецькі війська знищили майже всю худобу, спалили хати, колгоспні будівлі, ферми, клуб, сільмаг. Зостались у центрі тільки декілька хат, школа та сільрада. Зі 107-ми жилих приміщень залишилося 21.

## Населення
У 1977 в селі жило 278 людей.
У 1980-х в селі було 102 двори і жило 388 людей.
Жителів Камишів переселили до Кременчука (в основному, квартири у будинку 48 по вул. Тельмана) та Омельника.